# دهوک
دُهوک (دَهوک هم تلفظ می‌شود) (به کردی: دهۆک، به زبان آرامی: ܢܘܗܕܪܐ، تلفظ: نوهادرا) شهری کردنشین در کردستان عراق با جمعیتی حدود ۶۰۰۰۰۰ نفر است. این شهر مرکز استان دهوک عراق است. مردم این شهر به گویش کرمانجی از زبان کردی تکلم می‌کنند.

این شهر با کوهستان‌های مرتفع احاطه شده‌است.
در باب وجه نامگذاری شهر، روایات گوناگونی وجود دارد، اما از مشهورترینِ آنها این است که واژهٔ «دهوک» به‌معنای «روستای کوچک» است. نام آسوریِ شهر بیت نوهادرا است. در این شهر، اقلیتِ آسوری نیز سکونت دارند.

این شهر در قدیم از مراکز تجاری آشوریان بود و در قلمرو آشور قرار داشت. بعدها به‌تدریج مردم ایرانی‌تبار به سکونت در این منطقه پرداختند و ترکیب جمعیتیِ آن از سامی به ایرانی تغییر یافت.
بیشتر ساکنان دهوک کردهای اهل سنت هستند و تعداد کمی مسیحی و ایزدی هستند.
مردم آن از پیروان دین اسلام، مسیحیت و یزیدی تشکیل شده‌است.
منطقه دهوک تحت نفوذ حزب دموکرات کردستان عراق (ک.د. پ) است. این حزب، حزب مسعود بارزانی است.
دولت عراق، بازمانده نیروگاه هسته‌ای این کشور در پیرامون دهوک را که در سال ۱۹۸۱ توسط اسرائیل بمباران شده بود به صورت پنهانی و طی یک عملیات طولانی به یک شرکت کانادایی فروخت.
در اوایل ماه آوریل ۱۹۹۱ در پی حملات نیروهای عراقی به منطقه، تقریباً تمامی جمعیت شهر دهوک از این شهر گریخت. پس از ایجاد منطقه پروازممنوع از سوی نیروهای آمریکایی در شمال عراق، به این خاطر که دهوک در این منطقه قرار نمی‌گرفت بازگشت پناهندگان با کندی صورت گرفت.

## اماکن دیدنی
- سد دهوک
- قلعه زعفرانیه (۵.1 کیلومتری دهوک)
- قلعه ساباتی
- قلعه ادمیشن (بر کوه بِخِر)
- مسجد بزرگ دهوک (در بازار)
- کلیسای ایث لاهای مقدس
- هتل ژیان[۳]
- دانشگاه دهوک (که در سال ۱۹۹۲ تأسیس شده‌است)[۶]